# Kecamatan Bandingagung
Kecamatan Bandingagung är ett distrikt i Indonesien.   Det ligger i provinsen Sumatera Selatan, i den västra delen av landet, 400 km väster om huvudstaden Jakarta.